# It's Always You
It’s Always You är jazzsångaren Anna Christofferssons debutalbum från 2006. Hon inledde här ett samarbete med kompositören och pianisten Steve Dobrogosz.

## Låtlista
Text och musik av Steve Dobrogosz.
1. Through the Rain – 3'48
2. Looking Like That – 4'26
3. Ravage Me – 4'07
4. Remember Me – 4'04
5. Better – 3'32
6. Tomorrow – 3'50
7. Higher – 3'33
8. That Other Land – 5'12
9. I'm Falling – 3'23
10. Dove – 4'15
11. Let Me In – 4'10
12. Hold Me Tight – 3'47
13. Life With You – 4'00

## Medverkande
- Anna Christoffersson – sång
- Steve Dobrogosz – piano
- Kati Raitinen – cello
- Peter Fors – bas

## Listplaceringar
| Lista (2006) | Topplacering |
| ------------ | ------------ |
| Sverige      | 18           |

## Recensioner
- Svenska Dagbladet 2006-04-19

### Fotnoter
1. ↑  Svensk mediedatabas
2. ↑  Placeringar på den svenska albumlistan